# Никомедия
Никомедия или Никомидия (на гръцки: Νικομήδεια) е античен и средновековен град във Витиния. Разположен в близост до Константинопол, на брега на Мраморно море, градът има стратегическо значение за Византия. На негово място днес е разположен турският град Измит.
Градът е основан през 712 г. пр.н.е. под името Астак или Олвия. След първото му унищожаване той е наново построен в 264 г. пр.н.е. от тракийския цар на Витиния Никомед I, в чиято чест е преименуван в Никомедия. Основното население са витински траки, в по-късно време елинизирани. През следващите векове градът се превръща в един от най-големите градове на Мала Азия. Благодарение на изгодното си стратегическо местоположение Никомедия достига голям разцвет и благосъстояние. В началото на нашата ера Никомедия придобива голямо културно значение, като е наречена „Атина във Витиния“. Разположена на основния път свързващ Мала Азия с Балканите, тя се превръща в основен търговски и занаятчийски център, запазил значението си дори след като столицата е преместена в Константинопол. Плиний Млади в писмото си до император Траян споменава за многобройните архитектурни паметници на Никомедия, искайки да издейства изграждането на канал между вътрешно езеро и залива на Никомедия. В града има храм на Кибела и Сенат.
През 74 г. пр.н.е. Никомедия е завоювана от римляните, които я превръщат в главен град (столица) на римската провинция Витиния.
Въвеждайки тетрархията, в 286 г. Диоклециан прави Никомедия източна столица на Римската империя. Никомедия е място, в което по време на гоненията срещу християните са екзекутирани свети Георги и свети Пантелеймон, който е и роден в града. Никомедия остава източната (и по-важна) столица на империята до победата на Константин Велики над Лициний в 324 г. Следващите 6 години Никомедия е де факто столица на Римската империя по времето на Константин Велики, докато той не провъзгласява разрастващия се наблизо Константинопол за „Новия Рим“. По това време в Никомедия има изградени много християнски църкви и дворци.
На 24 август 358 г. опустошително земетресение оставя половината град в развалини.
Никомедия е известна с това, че повече от 100 християнски светци се наричат Никомедийски: Трофим Никомедиийски, Евсевий Никомедийски, Калиста Никомедийска и т.н.
През 1337 г. Никомедия е завоювана от османците, които разрушават крепостните стени на града, изтребват голяма част от населението на града, а друга продават като роби.
Днес на мястото на някогашната Никомедия се намира Измит.